# 예원 (가수)
예원(1995년 ~)은 대한민국의 가수다. 2014년 싱글 《연애흥신소 - 크리스마스 이야기》로 데뷔했다.

## 방송
- 글로벌 슈퍼 아이돌 (2012) - 우승

## 음반
- 연애흥신소 - 크리스마스 이야기 (2014)
- 열일곱 OST (2017)
- 피어나 (2017)
- 하얀 꿈 (2017)
- Snow Fantasy Chapter 1 (2017)
- 타이밍 OST (2018)
- 그날의 빗소리 (2021)
- LOVE DRIVE! (2022)

## 피처링
- 엄준희 <좋으니까> (2021)
- 달지형 <사랑만하자> (2022)